# Claude-André Puget
Claude-André Puget, pseudonimo di André Claude Édouard Puget Puget (Nizza, 22 giugno 1900 – Parigi, 14 agosto 1975), è stato un drammaturgo e sceneggiatore francese.

## Biografia
Studiò sotto la guida di Jules Romains, e tra le sue numerose attività, fu docente di materie classiche e anche critico teatrale.
Si avvicinò alla letteratura dapprima come poeta, ma il successo e il consenso della critica lo ottenne con la prosa e soprattutto con il teatro del boulevard.
Tra le sue opere si può menzionare Les Jours heureux (1938, messo in scene più volte anche in Italia con il titolo di Giorni felici, incentrato sul mondo degli adolescenti.
In seguito si distinse con Le Roi de le fete e Un nommé Judas (1954), basati sulla solitudine e sui problemi etico-morali dell'uomo.
Nel cinema si mise in evidenza con les deus timides (derivato da Eugène Labiche, 1941).

## Opere
- La Ligne de cœur, 1932;
- Valentin le Désossé, 1933;
- Tourterelle, 1937;
- Les Jours heureux, 1938;
- Nuit et jour, 1938;
- Échec à Don Juan, 1941;
- Le Grand Poucet, 1944;
- Un petit ange de rien du tout, 1944;
- Le Saint Bernard, 1946;
- La Peine capitale, 1948;
- Miss Mabel, 1949;
- Le Roi de la fête, 1951;
- Un nommé Judas, 1954;
- Le Cœur volant, 1957;
- Le Déjeuner de Louveciennes, 1963;
- Le Roi de la fête, 1963;
- On ne saurait penser à rien, 1969;
- La Lumière noire, 1972;
- Le Château perdu, 1973.